# Caulastraea tumida
Caulastraea tumida е вид корал от семейство Faviidae. Възникнал е преди около 5,33 млн. години по времето на периода неоген. Видът е почти застрашен от изчезване.

## Разпространение и местообитание
Разпространен е в Австралия, Британска индоокеанска територия, Виетнам, Джибути, Египет, Еритрея, Йемен, Израел, Индия, Индонезия, Йордания, Кения, Коморски острови, Мавриций, Мадагаскар, Майот, Малайзия, Малдиви, Мозамбик, Палау, Папуа Нова Гвинея, Провинции в КНР, Реюнион, Саудитска Арабия, Сейшели, Сингапур, Соломонови острови, Сомалия, Судан, Тайван, Тайланд, Танзания, Фиджи, Филипини, Шри Ланка и Япония.
Обитава крайбрежията на океани, морета, лагуни и рифове в райони с тропически и субтропичен климат.

## Описание
Популацията на вида е намаляваща.